# Mark W. Hannaford

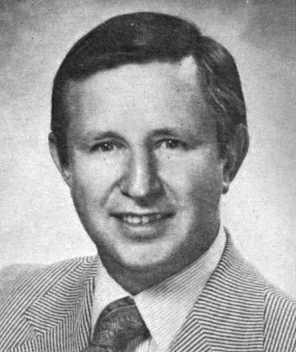
Mark W. Hannaford (1975)

Mark Warren Hannaford (* 7. Februar 1925 in Woodrow, Lincoln County, Colorado; † 2. Juni 1985 in Lakewood, Kalifornien) war ein US-amerikanischer Politiker. Zwischen 1975 und 1979 vertrat er den Bundesstaat Kalifornien im US-Repräsentantenhaus.

## Werdegang
Mark Hannaford besuchte die öffentlichen Schulen in Anderson (Indiana). Während des Zweiten Weltkrieges diente er zwischen 1943 und 1946 im Fliegerkorps der US Army. Nach dem Krieg studierte er zunächst bis 1950 und dann nach einer Unterbrechung nochmals bis 1956 an der Ball State University in Muncie. In den Jahren 1961 und 1962 studierte er noch an der Yale University. Von 1966 bis 1975 lehrte er politische Wissenschaften am Long Beach City College in Kalifornien. Gleichzeitig schlug er als Mitglied der Demokratischen Partei eine politische Laufbahn ein. Von 1966 bis 1974 war er Gemeinderat in Lakewood; in dieser Stadt amtierte er in den Jahren 1968 bis 1970 sowie von 1972 bis 1974 als Bürgermeister. Zwischen 1966 und 1974 gehörte Hannaford auch dem Staatsvorstand seiner Partei an. Im August 1968 war er Delegierter zur Democratic National Convention in Chicago, auf der Hubert H. Humphrey als Präsidentschaftskandidat nominiert wurde.
Bei den Kongresswahlen des Jahres 1974 wurde Hannaford im 34. Wahlbezirk von Kalifornien in das US-Repräsentantenhaus in Washington, D.C. gewählt, wo er am 3. Januar 1975 die Nachfolge von Richard T. Hanna antrat. Nach einer Wiederwahl konnte er bis zum 3. Januar 1979 zwei Legislaturperioden im Kongress absolvieren. 1978 unterlag er dem Republikaner Dan Lungren; zwei Jahre später strebte er erfolglos die Nominierung seiner Partei für seine Rückkehr in den Kongress an. Danach ist Hannaford politisch nicht mehr in Erscheinung getreten. Er starb am 2. Juni 1985 in Lakewood.